# Рей, Миколай
Мико́лай Рей (также Николай Рей; пол. Mikołaj Rej; 4 февраля 1505, Журавно, Корона Королевства Польского — 4 октября 1569, Реёвец, Корона Королевства Польского) — польский писатель и музыкант, политик и общественный деятель эпохи Возрождения, шляхтич герба Окша.

## Биография
Миколай Рей родился в богатой дворянской семье в Журавно в Червонной Руси, в семье Станислава Рея и Барбары Гербурт.
Систематического образования не получил. Как писатель воспитывался на самостоятельном изучении латиноязычной литературы. В промежутке между 1541 и 1548 годом перешёл из католичества в кальвинизм.
Среди ранних сочинений наиболее значительное — «Краткая беседа между тремя особами: паном, войтом и плебаном» (1543), изданная под псевдонимом Ambroży Korczbok Rożek. После нескольких диалогов («Rozmowa Lwa z Kotem», то есть «Разговор Льва с Котом», и другими) создал «Жизнь Иосифа» (1545) и «Купец» (1549), относимые к первым опытам польской драматургии.
Автор «Псалтыри Давида» (1546) — прозаической переработки латинского перевода псалмов Давида, большого сборника проповедей «Постилла» (1557), дидактико-аллегорической поэмы «Подлинное изображение жизни достойного человека» (1558), пространного комментария к Апокалипсису (1565). В этих произведениях отразились кальвинистские воззрения Николая Рея.
Сборник «Зверинец» (1562) составили несколько сотен эпиграмм, в которых ярко проявился Рей как бытописатель, моралист, сатирик и юморист. Последнее крупное сочинение «Зерцало» (1568) представляет собой сборник написанных прозой и стихами бесед, поучений, эпиграмм, к которым читатель-шляхтич мог бы возвращаться в различных ситуациях и в разных возрастах как к энциклопедии или учебнику. В «Зерцало» составной частью вошло и «Подлинное изображение жизни достойного человека».
В 1594 году в Вильне была переиздана книга Миколая Рея «Постилла», в которой также были напечатаны 2 стихотворения Яна Казаковича.
Считается «отцом польской литературы» — был одним из первых польских поэтов, писавших на польском языке (а не на латыни). Кроме того, Рей первым в польской литературе получил солидное вознаграждение за своё творчество — одну деревню ему подарил король Сигизмунд I Старый, другую — король Сигизмунд II Август.

## Семья
- Отец (во втором браке) — Станислав Рей (?—1531);

По материнской линии:
- Прадед — Фридруш из Хлипли;
- Дед — Ян Гербурт из Ренево;
- Дядя — Пётр Гербурт[пол.][4];
- Мать (в третьем браке) — Барбара Гербурт[пол.] (1480—1550), вдова Якуба Клюша (Клюса)[уточнить] и Яна (Ивана) Журавинского;
- Жена — София Костенёвна (с 1531),
  - Сын Миколай[пол.] (около 1535—1600) — кальвинистский деятель;
  - Сын Кшиштоф[пол.] (?—1625) — кальвинистский деятель;
  - Сын Анджей[пол.] (1549—1601) — кальвинистский деятель;
  - Дочери: Анна, Дорота, Богумила, Эльжбета, Барбара.

## Память
2005 год широко отмечался в Польше как год 500-летия со дня рождения Миколая Рея, в частности выпуском почтовой марки и юбилейной монеты.